# Gerry Ehman
Gerald Joseph „Gerry“ Ehman (* 4. November 1932 in Cudworth, Saskatchewan; † 21. März 2006 in Saskatoon, Saskatchewan) war ein kanadischer Eishockeyspieler, -funktionär und -scout, der im Verlauf seiner aktiven Karriere zwischen 1951 und 1971 unter anderem 470 Spiele für die Boston Bruins, Detroit Red Wings, Toronto Maple Leafs und Oakland Seals/California Golden Seals in der National Hockey League (NHL) auf der Position des rechten Flügelstürmers bestritten hat. Mit den Toronto Maple Leafs gewann Ehman im Jahr 1964 den Stanley Cup.

## Karriere
Gerry Ehman begann seine Karriere als Eishockeyspieler bei den Flin Flon Bombers, für die er in der Saison 1951/52 in der Saskatchewan Junior Hockey League aktiv war. In der folgenden Spielzeit gab er sein Debüt im professionellen Eishockey, als er für die Edmonton Flyers in der Western Hockey League und für die St. Louis Flyers in der American Hockey League auflief. Es folgten zwei Spielzeiten in der Ligue de hockey du Québec bei den Saints de Sherbrooke und As de Québec, ehe der Angreifer für die Saison 1955/56 in die WHL zurückkehrte, wo er einen Vertrag bei den Vancouver Canucks erhielt. Im Sommer 1956 wurde Ehman von der AHL-Organisation Springfield Indians verpflichtet, für deren Kooperationspartner, die Boston Bruins, er in der Saison 1957/58 sein Debüt in der National Hockey League gab, wobei er bei seinem einzigen Einsatz ein Tor erzielte.
Am 1. Mai 1958 wurde Ehman von den Indians im Tausch für Hank Bassen, Dennis Olson und Bill McCreary an die Detroit Red Wings abgegeben, für die er nur sechs Spiele in der NHL bestritt, bevor er im Dezember zu Detroits Ligarivalen, den Toronto Maple Leafs, transferiert wurde. Zudem kam er in der Saison 1958/59 auf 23 Einsätze für die Hershey Bears, die später den Calder Cup gewannen. Mit den Maple Leafs erreichte der Kanadier 1959 und 1960 jeweils das Finale um den Stanley Cup, in dem er mit seiner Mannschaft jeweils dem Rekordsieger Canadiens de Montréal unterlag. Bis 1967 spielte Ehman fast ausschließlich für Torontos AHL-Farmteam, die Rochester Americans, mit denen er 1965 und 1966 jeweils den Calder Cup gewann. Zudem beriefen die Maple Leafs den Flügelspieler in der Saison 1963/64, in der er die John B. Sollenberger Trophy als bester Scorer der AHL gewann, zu den Finalspielen um den Stanley Cup in ihre NHL-Mannschaft, in denen er sich mit dem Team aus Ontario gegen die Detroit Red Wings durchsetzte.
Im Sommer 1967 verließ Ehman das Franchise der Toronto Maple Leafs und schloss sich durch einen Transfer, bei dem er gegen Bryan Hextall und Jean-Paul Parisé eingetauscht wurde, den neu gegründeten California Seals an. Bei der Organisation, die ab der Saison 1970/71 unter dem Namen California Golden Seals antrat, beendete der Kanadier 1971 seine aktive Laufbahn. Anschließend arbeitete Ehman von 1971 und 1976 in der Organisation der St. Louis Blues und fungierte dort in der Spielzeit 1974/75 als General Manager. Ab 1976 war der Kanadier als Funktionär und Scout für die New York Islanders tätig, mit denen er in den frühen 1980er-Jahren vier Stanley Cups gewann. Nach der Saison 2002/03 zog er sich aus dem Geschäft zurück. Im März 2006 erlag der 73-Jährige einer Krebserkrankung, ehe er 18 Jahre nach seinem Tod im Jahr 2024 posthum in die AHL Hall of Fame aufgenommen wurde. In der AHL hatte er als Spieler über 700 Partien absolviert.

## Erfolge und Auszeichnungen
| - 1952 SJHL First All-Star Team - 1958 AHL First All-Star Team - 1959 Calder-Cup-Gewinn mit den Hershey Bears - 1961 AHL Second All-Star Team - 1964 AHL First All-Star Team - 1964 John B. Sollenberger Trophy | - 1964 Stanley-Cup-Gewinn mit den Toronto Maple Leafs - 1964 Teilnahme am NHL All-Star Game - 1965 Calder-Cup-Gewinn mit den Rochester Americans - 1966 Calder-Cup-Gewinn mit den Rochester Americans - 1966 AHL First All-Star Team - 2024 Aufnahme in die AHL Hall of Fame (posthum) |

## Karrierestatistik
(Legende zur Spielerstatistik: Sp oder GP = absolvierte Spiele; T oder G = erzielte Tore; V oder A = erzielte Assists; Pkt oder Pts = erzielte Scorerpunkte; SM oder PIM = erhaltene Strafminuten; +/− = Plus/Minus-Bilanz; PP = erzielte Überzahltore; SH = erzielte Unterzahltore; GW = erzielte Siegtore; 1 Play-downs/Relegation; Kursiv: Statistik nicht vollständig)